# Sarangesa
Sarangesa is een geslacht van vlinders van de familie van de dikkopjes (Hesperiidae).

## Soorten
- S. astrigera Butler, 1893
- S. aza Evans, 1951
- S. bouvieri (Mabille, 1877)
- S. brigida (Plötz, 1879)
- S. dasahara (Moore, 1865)
- S. gaerdesi Evans, 1949
- S. haplopa Swinhoe, 1907
- S. loelius (Mabille, 1877)
- S. lucidella (Mabille, 1891)
- S. lunula Druce, 1910
- S. maculata (Mabille, 1891)
- S. majorella (Mabille, 1891)
- S. maxima Neave, 1910
- S. motozi (Wallengren, 1857)
- S. motozioides Holland, 1892
- S. pandaensis Joicey & Talbot, 1921
- S. penningtoni Evans, 1951
- S. phidyle (Walker, 1870)
- S. princei Karsch, 1896
- S. purendra Moore, 1882
- S. ruona Evans, 1937
- S. seineri Strand, 1909
- S. tertullianus (Fabricius, 1793)
- S. thecla (Plötz, 1879)
- S. tricerata Mabille, 1891